# Wenn die Lawinen stürzen
Wenn die Lawinen stürzen ist ein deutsches Stummfilm-Bergdrama von Otto Rippert aus dem Jahre 1917 mit Hella Moja und Mogens Enger in den Hauptrollen.

## Handlung
Der Maler Gernot hat sich mit seiner Tochter Traute aus der Großstadt-Öffentlichkeit in die Einsamkeit der Bergwelt zurückgezogen. Traute ist mit dem Forstgehilfen Flotow verlobt. Gernot erhält bald Besuch vom jungen Schriftsteller Warren, der, mit einer vergnügungssüchtigen jungen Frau verheiratet, ebenfalls in der Abgeschiedenheit der Alpen neue Kraft und Ruhe sucht. In der Berghütte lernt er Traute und ihren Vater kennen. Man versteht sich prächtig und der gemeinsame Abend vergeht wie im Fluge. Warren lädt Vater und Tochter daraufhin für den nächsten Tag als seine Gäste in das Hotel ein, wo er sich eingemietet hat. Als die beiden dort ankommen, lernen sie auch Warrens heimlich ihrem Mann nachgereiste Frau kennen. Traute findet sie sofort unsympathisch, da sie ganz offensichtlich Warren nicht gut tut. Wenig später unternehmen Warren und Traute einen Spaziergang durch die Winterlandschaft, werden dabei aber von einem Schneesturm überrascht und finden Schutz in einer kleinen Hütte. Ihr Verlobter Flotow, von Berufs wegen in den Bergen unterwegs, sieht die zwei von einer Anhöhe aus und verursacht durch eine ungeschickte Bewegung einen schweren Lawinenabgang. Dadurch wird auch die Schutzhütte mit Warren und Traute verschüttet.
Flotow sieht, was durch ihn wurde und eilt ins Tal, um eine Rettungsexpedition auf die Beine zu stellen. Auch Gernot und Warrens Frau wollen sich dem Trupp anschließen. Nach einigen Stunden des Aufstiegs erreicht man die Unglücksstelle und buddelt die beiden Verschütteten, die eng umschlungen unter den Schneemassen liegen, wieder aus. Warrens Frau hat derweil neuen Anschluss gefunden und will den Abstieg mit einer Rodelpartie verbinden. Dabei schießt sie über das Ziel hinaus und kommt zu Tode. In der Zwischenzeit erlangen die aus der Lawine Geborgenen das Bewusstsein wieder, und Traute sieht, wie sich Warren über sie gebeugt hat. Trotz der eindeutigen Gefühle, die die beiden übermannt haben, reicht Warren Traute die Hand, um sich von ihr zu verabschieden, denn unten im Tal wartet ja noch seine Frau. Glaubt er. Denn die ist nicht da, und soeben bringen Bergretter die Leiche selbiger auf einer Bahre ins Tal. Die Monate vergehen, es ist wieder Winter geworden. Obwohl Traute noch immer Gefühle für Warren hegt, erkennt sie die Aussichtslosigkeit dieses Unterfangens und gibt schließlich dem Drängen ihres Vaters und ihres Verlobten Flotow nach, den Forstgehilfen zu heiraten. Todunglücklich begibt sie sich am Tag vor der Hochzeit erneut zu demjenigen Kruzifix, wo sie und Warren sich einst im Hochgebirgsschnee das erste Mal begegneten. Am liebsten würde sie hier sterben, und kalt und schneereich genug ist es ja auch. Warren hatte den gleichen Gedanken und findet am Kreuz seine fast erfrorene Traute wieder. Er sieht sie, wärmt sie, und beide umarmen sich.

## Produktionsnotizen
Wenn die Lawinen stürzen entstand im Winter 1916/17, passierte die Zensur im Februar 1917 und wurde im darauf folgenden Monat als Vierakter erstmals gezeigt.

## Kritik
In Wiens Neue Kino-Rundschau heißt es: „dieser schöne Film … bringt uns im Rahmen einer spannenden Handlung eine Reihe prächtiger Bilder aus der Bergwelt und weiß den Beschauer durch seine vorteilhafte Aufmachung zu fesseln.“